# Tyrolean Airways

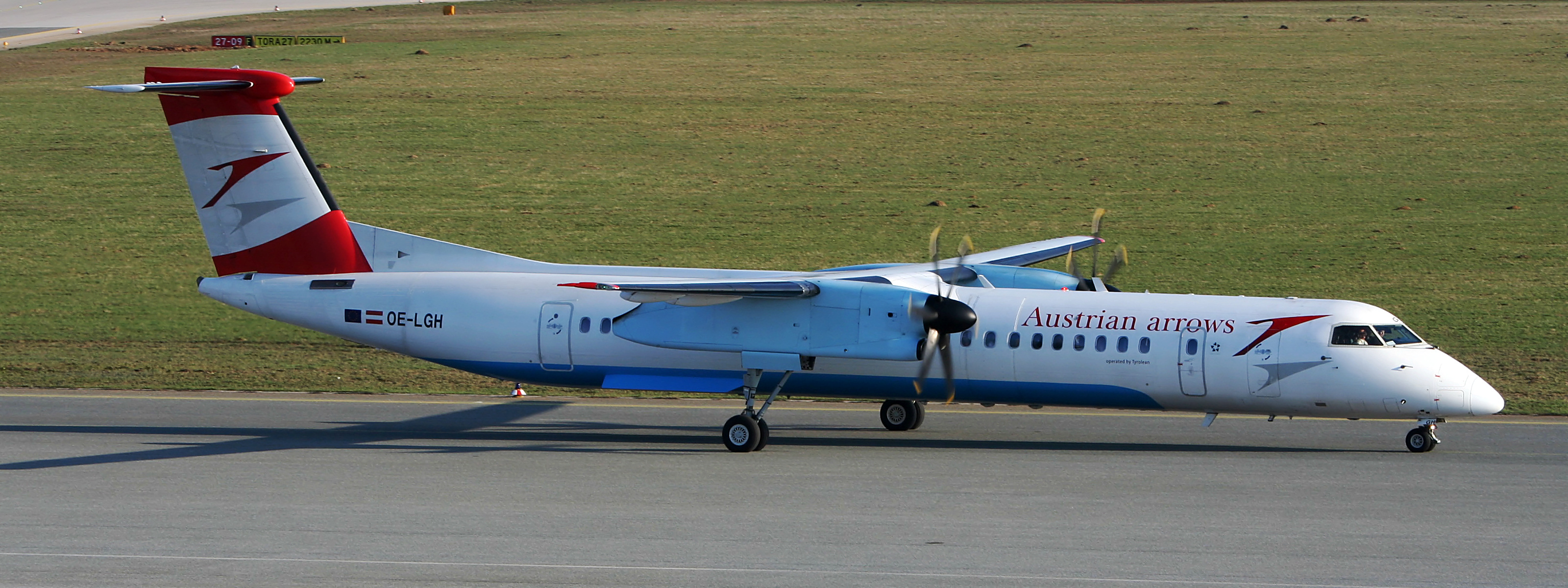
Een Dash8 402Q van Austrian Arrows

Tyrolean Airways, oorspronkelijk Austrian Arrows, was een Oostenrijkse luchtvaartmaatschappij met als thuishaven Innsbruck. De maatschappij was lid van de Austrian Airlines Groep en de Star Alliance. Het was in oorsprong een regionale luchtvaartmaatschappij die binnenlandse en buitenlandse vluchten uitvoert. De maatschappij was gevestigd op Innsbruck (INN), en had een hub op Wenen. Sedert 1 juli 2012 voerde het alle vluchten uit voor de Austrian Airways Group. Op 1 april 2014 werd de hele vliegoperatie overgeheveld naar Austrian Airlines en hield Tyrolean Airways op te bestaan.

## Geschiedenis
De luchtvaartmaatschappij werd in 1978 gesticht onder de naam Aircraft Innsbruck door Gernot Langes-Swarovski en Christian Schwemberger-Swarovski. Toen zij op 1 april 1980 reguliere vluchten begon uit te voeren, ging het bedrijf verder onder de naam Tyrolean Airways. De luchtvaartmaatschappij werd in maart 1998 overgenomen door Austrian Airlines. In 2003 werd de naam veranderd in Austrian Arrows. Het bedrijf heeft ruim 1100 mensen in dienst. Sedert 1 juli 2012 voert Tyrolean Airways alle vluchten uit voor de Austrian Airlines Group. Op die datum werd de gehele vloot en het personeel van Austrian Airlines (ongeveer 460 piloten en 1.500 pursers) overgedragen aan Tyrolean. Het woord "arrows" werd uit de naam geschrapt. Alle Austrian vluchten zijn thans "operated by Tyrolean", maar behielden hun OS-vluchtnummers.

## Diensten
Austrian Arrows vloog oorspronkelijk op de volgende bestemmingen:
- Reguliere binnenlandse vluchten: Graz, Innsbruck, Klagenfurt, Linz, Salzburg en Wenen.

- Reguliere buitenlandse vluchten: Altenrhein, Amsterdam, Athene, Barcelona, Bazel, Belgrado, Berlijn, Bologna, Boergas, Boedapest, Boekarest, Charkov, Chisinau, Donetsk, Keulen, Kopenhagen, Dnipro, Dresden, Düsseldorf, Erbil, Florence, Frankfurt, Genève, Göteborg, Hamburg, Hannover, Helsinki, Iași, Košice, Kraków, Krasnodar, Leipzig/Halle, Londen, Luxemburg, Lviv, Lyon, Milaan, Minsk, München, Napels, Nice, Neurenberg, Odessa, Oslo, Podgorica, Praag, Pristina, Riga, Rome, Rostov, Sarajevo, Sibiu, Skopje, Sofia, Sint-Petersburg, Stockholm, Stuttgart, Thessaloniki, Timișoara, Tirana, Tripoli, Turijn, Varna, Venetië, Vilnius, Warschau, Zagreb en Zürich.

## Luchtvloot
De luchtvloot van Austrian Arrows bestond uit (december 2013):
- 27 Airbus A319 A320 A321
- 14 Bombardier Dash-8 Q-400
- 15 Fokker 100
- 9 Fokker 70
- 6 Boeing 767-300ER
- 4 Boeing 777-200ER